# Ordre du Christ (Portugal)
Pour les articles homonymes, voir Ordre du Christ.
L'ordre du Christ (Real Ordem de Nosso Senhor Jesus Cristo) est un ordre honorifique officiel de la République portugaise ayant pour grand maître le président de la République portugaise.
C'est à l'origine un ordre militaire religieux qui reçut en dévolution les biens de l'ordre du Temple au Portugal après leur disparition en 1312. Il a été fondé en 1319, par la bulle Ad ea ex quibus de Jean XXII en date du 14 mars 1319, permettant la création de la « Christi Militia » sous le patronage de saint Benoît.
L'ordre se développe sous Henri le Navigateur, grand maître de l'Ordre. C'est durant le règne de Manuel Ier que l'ordre entame une évolution d'un ordre régulier vers un ordre séculier. En 1529 et 1530, Jean III, aidé du frère Antoine da Silva de Lisbonne, tente de ramener l'ordre à ses origines sans grand succès. D'autres tentatives échouent encore comme la dernière de Marie la Pieuse. En 1834, quand le gouvernement devient anti-catholique après la défaite de Michel Ier lors de la guerre civile, avec la suppression des ordres religieux et la confiscation de leurs biens, l'ordre du Christ disparaît définitivement en tant qu'ordre religieux militaire pour n'être plus qu'un ordre honorifique permettant à la royauté constitutionnelle portugaise de distinguer les membres de sa noblesse.
Avec la révolution du 5 octobre 1910, l'ordre est supprimé comme tous les ordres honorifiques, puis rétabli en 1917 pour décorer les combattants de la Première Guerre mondiale. Depuis ce moment l'ordre du Christ, ayant pour grand maître le président de la République portugaise, est un ordre honorifique officiel de la République portugaise.
En cinq siècles, de 1319 à 1834, l'ordre évolue d'un ordre religieux militaire à un ordre honorifique de la royauté portugaise. Après une courte suppression de 1910 à 1917, il est finalement rétabli comme ordre honorifique de la République portugaise. Il faut noter que parallèlement à l'ordre religieux militaire, le Saint-Siège décerne une distinction honorifique sous le nom d'ordre du Christ, ce qui a créé quelques conflits entre royauté portugaise et papauté. Il existe aussi quelques ordres de fantaisie qui se réclament sans véritables fondements de l'ordre du Christ ou, mythologie oblige, des Templiers portugais.

## Contexte historique
Avec l'invasion musulmane en 711 et la bataille du Guadalete, presque toute la péninsule Ibérique tombe sous la domination maure en moins de cinq ans. La Reconquista (reconquête) commence en 718 lorsque les musulmans sont défaits à la bataille de Covadonga par Pelayo, noble d'origine wisigothe ou asture. Seule la frange nord de l'Espagne, correspondant aux actuels Pays basque, Cantabrie, Asturies et Galice, reste sous domination chrétienne, au sein du royaume des Asturies.
La péninsule Ibérique fut le siège de la plus longue guerre sainte puisqu'elle durera près de huit cents ans. Elle apportera dans al-Andalus aux ordres militaires espagnols une renommée encore plus grande que celle des Templiers ou des Hospitaliers. À partir de 1031, le califat omeyyade de Cordoue, se scinde en taïfas permettant aux chrétiens de reprendre l'initiative militaire avec la conquête de Tolède en 1085. C'est pendant cette période que les Templiers et les Hospitaliers s'installent en Espagne en y fondant de nombreuses commanderies. En 1134, à la mort de Alphonse Ier d'Aragon, celui-ci cède son royaume aux Templiers, aux Hospitaliers et aux chanoines du Saint-Sépulcre. Pour protéger Tolède des raids en provenance de Cordoue à travers les hautes plaines la séparant de la Sierra Morena, l'empereur Alphonse VII s'empare, en 1147, de la citadelle de Qualat Rawaah (château guerrier), à 130 km au sud de sa capitale, sur les marécages du Guadiana. Il charge les Templiers de la défense de cet avant-poste mais ceux-ci, doutant de pouvoir le conserver face à des rumeurs d'expédition, l'évacuent en 1157. Il faut donc très certainement rechercher l'origine de ordres militaires de la Reconquista, non dans les Templiers mais dans les hermangildas, groupes de paysans, inspirés des ribats, qui s'engagent par serment à protéger les chrétiens. Il est possible qu'ils prononçaient des vœux de célibat au moins temporaires. Les principaux ordres ibériques ont pour nom ordre de Calatrava, ordre de Santiago (ordre de Saint-Jacques), ordre d'Alcántara ou ordre d'Aviz.

## Les précurseurs de l'ordre
L'ordre du Temple a été officialisé en 1129 par le concile de Troyes, bien que ses origines remontent à la création en 1118 de la "milice des Pauvres Chevaliers du Christ et du Temple de Salomon" lors de concile de Naplouse. L'ordre du Temple crée rapidement de nombreuses commanderies à travers l'Europe pour soutenir son effort en Terre sainte. Ils s'établissent ainsi au Portugal en 1128, leur premier pays d'établissement en Europe[réf. nécessaire].
Dom Gualdim Pais, Maître de l'ordre du Temple au Portugal, fit construire le couvent de Tomar en 1160. Le couvent est un hommage au savoir architectural de l'ordre.

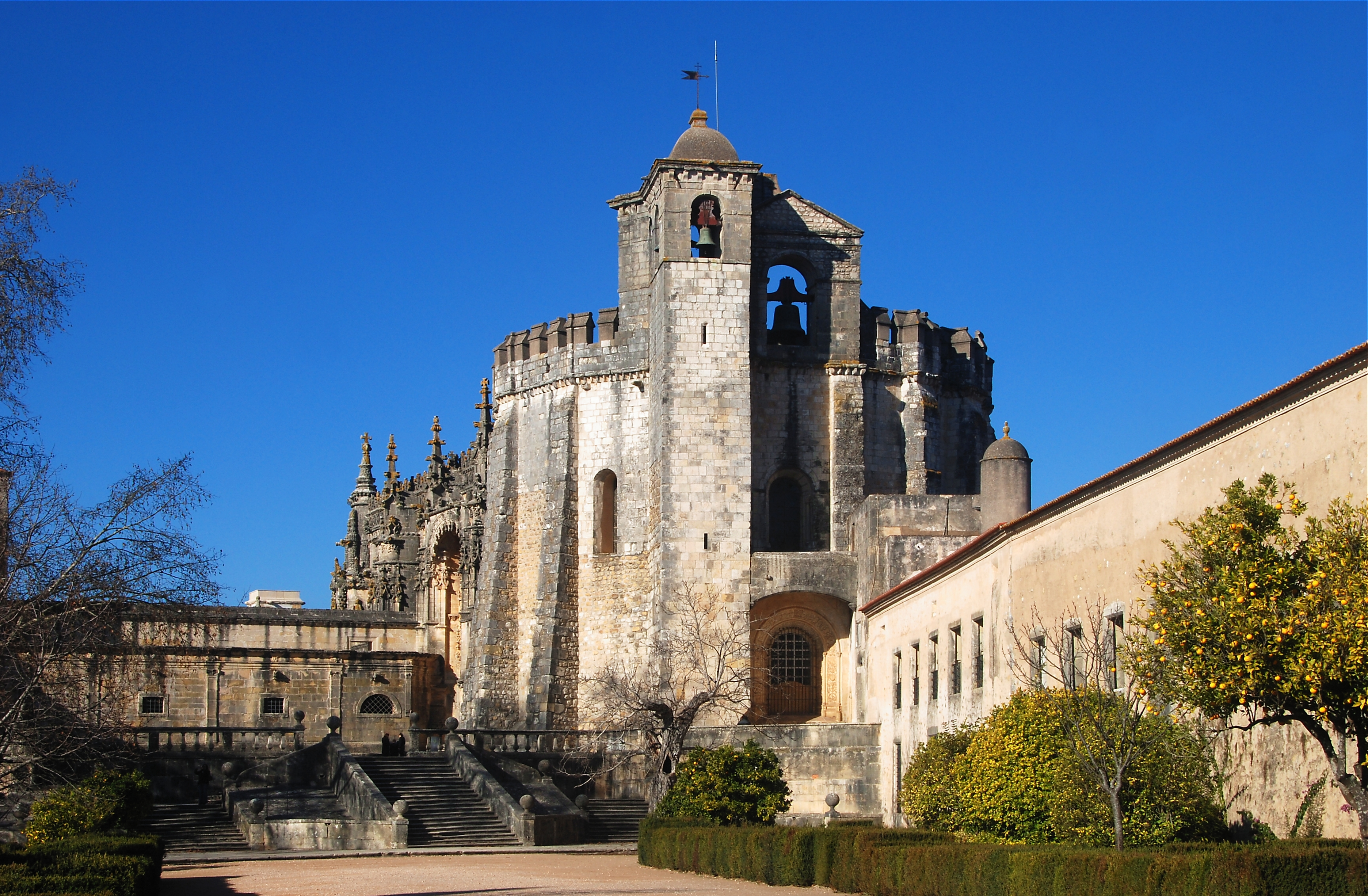
Le couvent de l'ordre du Christ à Tomar.

L'église octogonale est inspirée du lieu saint musulman du dôme du Rocher à Jérusalem, utilisée par les Templiers comme base arrière pour leurs opérations. Le dôme du Rocher est situé sur le mont du Temple, où se situait le temple de Jérusalem détruit en 70 apr. J.-C., et les Templiers pensaient qu'il s'agissait d'un vestige de l'ancien Temple, duquel découle leur nom. L'ordre a intégré des caractéristiques du lieu saint dans leur iconographie et leur architecture, y compris le sceau des grands maîtres. L'architecture de l'église du Saint-Sépulcre pourrait aussi avoir servi de modèle.
Le 13 juillet 1190, les Almohades assiègent les Templiers à Tomar. Cette épreuve de force confirme la puissance militaire des Templiers, faisant de l'ordre une pièce incontournable de la défense du Portugal. Dom Pais décède en 1195, après 50 ans de magistère.

### La chute des Templiers et la dévolution des biens aux Hospitaliers
Combattant aussi aux côtés des ordres ibériques, les ordres de Terre sainte vont connaître des destinées différentes à la suite de la perte des États latins d'Orient. Les Templiers et les Hospitaliers se replièrent sur Chypre et alors que les Hospitaliers prennent possession de Rhodes, les Templiers rentrèrent en Europe en plein milieu d'une querelle qui opposait le roi de France Philippe le Bel au pape Boniface VIII. Ce dernier ayant affirmé la supériorité du pouvoir pontifical sur le pouvoir temporel des rois, en publiant une bulle pontificale en 1302 : Unam Sanctam. La réponse du roi de France arriva sous la forme d'une demande de concile aux fins de destituer le pape, lequel excommunia en retour Philippe le Bel et toute sa famille par la bulle Super Patri Solio. Boniface VIII mourut le 11 octobre 1303, peu après l'attentat d'Anagni. Son successeur, Benoît XI, eut un pontificat très bref puisqu'il mourut à son tour le 7 juillet 1304. Clément V fut élu pour lui succéder le 5 juin 1305. Alors que le pape envisage de regrouper les deux ordres Templiers et Hospitaliers, Jacques de Molay refuse brutalement par lettre en 1306 cette intention papale. L'arrivée en Europe des forces templières, estimées à quinze mille hommes dont mille cinq cents chevaliers, fortement entraînées au combat et surtout perçu par le roi de France comme entièrement dévouée au pape ne pouvait que rendre méfiant Philippe le Bel.
Aujourd'hui, les historiens sont partagés sur l'entente entre Philippe le Bel et Clément V, mais quand le roi de France lance sa procédure séculière, le pape nomme, par la bulle Faciens misericordiam, des commissions pontificales chargées aussi d'enquêter sur les Templiers. Jacques de Molay se confiant au pape demande à celui-ci une enquête pontificale qu'il lui accorde le 24 août 1307. Cependant, Philippe le Bel était pressé. Il n'attend pas les résultats de l'enquête et fait arrêter le même jour, le 13 octobre 1307, sur l'ensemble du territoire, tous les Templiers. Il enjoint aux souverains d'Espagne, du Portugal et d'Angleterre de faire de même. Tous refusent pour ne pas s'aliéner le pape. Même quand celui-ci, dans une dernière tentative de sauver les Templiers, fulmina la bulle Pastoralis preeminentie qui ordonnait aux souverains européens d'arrêter les Templiers qui résidaient chez eux et de mettre leurs biens et leurs personnes sous la protection de l'Église. De plus, le pape demandait à entendre lui-même les Templiers à Poitiers. Mais, la plupart des dignitaires étant emprisonnés à Chinon, le pape délégua alors deux cardinaux[réf. nécessaire] pour aller entendre les témoins à Chinon. Un manuscrit ou parchemin de Chinon qui en traite indique que le pape Clément V absout les dirigeants de l'ordre à cette occasion.
Pour en finir, Philippe le Bel, lors du concile de Vienne, fait pression sur le pape pour obtenir le 22 mars 1312 la bulle Vox in excelso qui ordonnait l'abolition définitive de l'ordre. Mais le pape va soustraire au roi de France les biens des Templiers qui, par la bulle Ad providam du 2 mai 1312, dévolue en totalité, partout dans tous les pays, les biens du Temple aux Hospitaliers. Par une troisième bulle, Considerantes dudum du 6 mai 1312, il scelle le sort des Templiers, ceux ayant avoué ou ayant été déclarés innocents se verraient attribuer une rente et pourraient vivre dans une maison de l'ordre alors que tous ceux ayant nié ou s'étant rétractés subiraient un châtiment sévère (en fait la peine de mort). Mais le pape se réservait du sort des dignitaires de l'ordre.
Une commissions pontificale, nommée le 22 décembre 1313, constituée de trois cardinaux et d'avoués du roi, entend les quatre dignitaires qui réitèrent leurs aveux espérant la clémence papale. Le 11 mars ou le 18 mars 1314, sur le parvis de Notre-Dame de Paris, Jacques de Molay, maître de l'ordre du Temple, Geoffroy de Charnay, précepteur de Normandie, Hugues de Pairaud, visiteur de France, et Geoffroy de Gonneville[réf. nécessaire], précepteur en Poitou-Aquitaine apprennent leur condamnation à la prison à vie. Mais comme Jacques de Molay et Geoffroy de Charnay clament leur innocence, ils sont déclarés relaps pour avoir menti aux juges de l'Inquisition et remis à la justice royale qui les condamne au bûcher.

### La création des ordres de Montesa et du Christ
Les Hospitaliers vont mettre des années pour récupérer les biens de Templiers. Mais au Portugal comme en Espagne la royauté s'oppose à la dévolution des biens situés dans leurs ressorts à un ordre souverain extérieur à la péninsule et surtout libre d'allégeance.
En Espagne, Jacques II d'Aragon refuse la réunion des biens des Templiers de ses états à ceux des Hospitaliers, il souhaitait les joindre à ceux de l'ordre de Calatrava. Une longue négociation s'engage avec le pape Jean XXII et qui se termine par une bulle datée du 10 juin 1317 qui entérine la création d'un ordre de Montesa. Jacques a finalement obtenu que les biens des Templiers et les biens des Hospitaliers sur le territoire de Valence soit attribués à un ordre national sous la responsabilité du roi et non du pape. Jacques attribue le château et le territoire de Montesa à l'ordre pour en faire sont couvent. En échange, il concède la dévolution des biens des Templiers aux Hospitaliers sur les territoires d'Aragon et de Catalogne. L'ordre n'est effectif que le 22 juillet 1319 après des manœuvres de retardement de l'ordre de Calatrava[réf. nécessaire]. Le premier grand maître de l'ordre est Guillem d'Erill, hospitalier catalan, nommé par le pape.
Au Portugal, Denis Ier, de la même façon qu'en Espagne, et pour les mêmes raisons d'affirmation du pourvoir royal, refuse au pape la réunion des biens du Temple à ceux des Hospitaliers. Dès 1318, les anciens Templiers ne sont certainement plus admis dans les nouvelles congrégations. Après d'encore plus longues négociations, mais sans compensation, il obtient de Jean XXII une bulle Ad ea ex quibus du 14 mars 1319, permettant la création de la « Christi Militia » sous le patronage de Saint Benoît, l'ordre du Christ. Il était prescrit dans cette bulle que le grand maître devait, avant sa prise de fonction, rendre hommage au roi et lui prêter serment. Ce qu'aucun grand maître n'oubliera de faire, faisant de l'ordre du Christ le plus fidèle soutien du pouvoir royal.
Après quatre années de négociations, le pape publie une autre bulle autorisant Denis Ier à transférer les biens de l'ordre du Temple à l'ordre du Christ en 1323[réf. nécessaire]. Les chevaliers de l'ordre faisaient vœu de pauvreté, de chasteté et d'obéissance au roi. Le premier grand maître est Gil Martinez, un chevalier de l'ordre d'Aviz et le couvent est établi, non pas à Tomar, siège des anciens Templiers, mais à Castro Marim, en Algarve (dans le diocèse de Faro). En 1356, l'ordre déménage à Tomar, près de Santarém. D'autres sources avancent cependant la date de 1366 pour le déménagement, sous la maîtrise du 6e grand maître, Dom Nuno Rodrigues[réf. nécessaire].

## Le développement de l'ordre sous la maîtrise d'Henri le Navigateur
Après la guerre de succession avec la Castille, la proclamation de Jean Ier comme roi du Portugal et la prise de Ceuta en 1415 avec l'appui des ordres militaires portugais y compris l'ordre de Saint-Jean de Jérusalem, Jean, ancien grand maître de l'ordre d'Aviz, assure son pouvoir en favorisant tous ces ordres. En 1420, il obtient du pape, qui n'avait plus rien à refuser au premier roi chrétien conquérant d'un territoire en Afrique musulmane, l'accord de nommer les infants à la tête des ordres portugais faisant ainsi de ces ordres militaires des ordres royaux,.

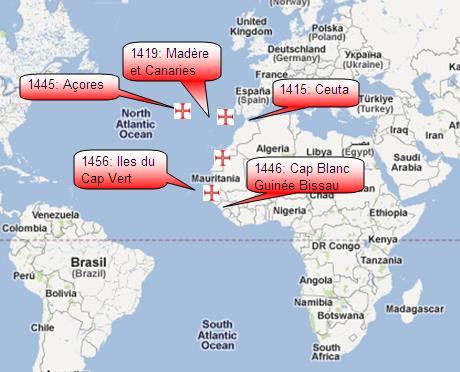
Les découvertes portugaises, sous Henri le Navigateur.

Le prince Henri le Navigateur est le grand maître de l'ordre de 1417 à sa mort en 1460. Henri est né en 1394. Pendant sa gouvernance, Édouard Ier puis Alphonse V règnent sur le Portugal. En 1433, Édouard Ier octroie la souveraineté sur toutes les futures conquêtes de l'ordre du Christ. Alphonse V autorise, an 1460, l'ordre à prélever un impôt de 5 % sur toutes les marchandises en provenance des comptoirs africains de l'ordre ; l'ordre du Christ connaît alors son apogée. Grâce aux fonds de l'ordre, Henri le Navigateur fonde son école de navigation à Sagres, ouvrant la voie à la suprématie maritime portugaise ; de ce petit village appareillent les premières expéditions menant aux grandes découvertes. Sous la maîtrise d'Henri, deux cloîtres gothiques ont été construits dans le couvent de Tomar, avec lui a commencé une période faste pour l'ordre du Christ. Henri le Navigateur est duc de Viseu et membre de l'ordre de la Jarretière. Son influence sur l'histoire est considérable, c'est en effet un de ceux qui ont attisé l'intérêt européen pour l'expansion coloniale qui devait transformer le monde pour les quatre siècles à venir.
Les découvertes territoriales armées par l'ordre du Christ sous Henri le Navigateur, furent :
- en 1419, découverte des îles de Madère et des Canaries par João Gonçalves Zarco, puis colonisation des îles à partir de 1425 ;
- de 1441 à 1445, Antão Gonçalves réalise trois voyages au sud du cap Boujdour et ramène du Rio de Oro les premiers Noirs débarqués au Portugal, initiant la traite des Noirs. En récompense de cet acte de « bravoure », Antão est armé chevalier par Nuno Tristão, le capitaine-mor de l’expédition ;
- en 1442, Dinis Dias et Gonçalo de Sintra, parviennent jusqu’au cap Blanc, et accostent sur l’île de Gorée. En 1444 il atteint le point le plus occidental du continent africain et le nomme Cap-Vert (Cabo Verde en portugais) en raison de la luxuriante végétation qu'il y observe. Ce lieu correspond à la presqu'île du Cap-Vert dans le Sénégal d'aujourd'hui et non aux îles du Cap-Vert qui ne seront découvertes qu'en 1456. Il atteint également l'île de Gorée qu'il désigne cependant sous le nom de Palma.

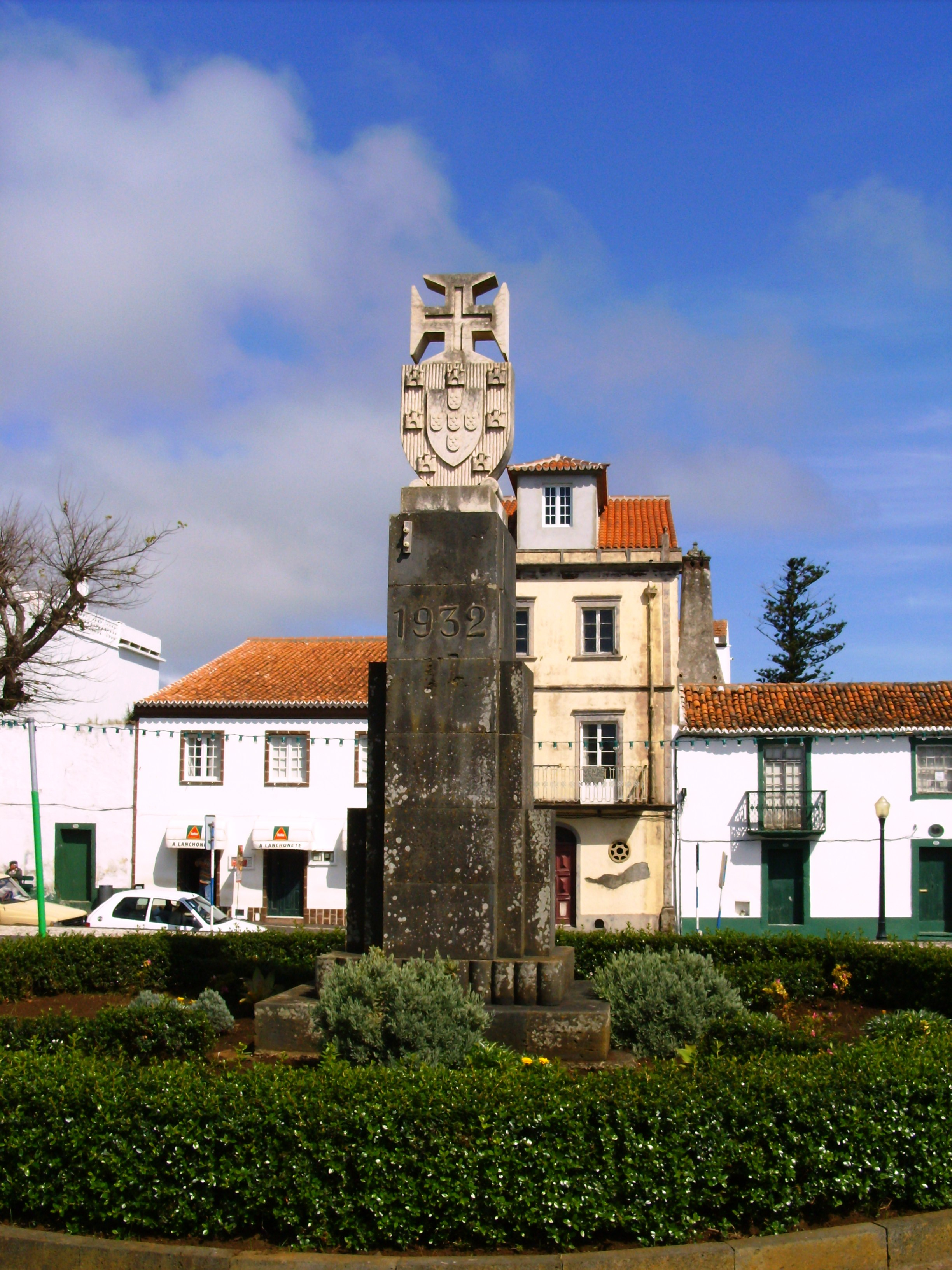
Padrão élevé à Vila do Porto en 1932, en commémoration de la découverte de l'île Santa Maria en 1445.

En 1443, Henri obtient le monopole de la navigation, de la guerre et du commerce sur les terres découvertes au-delà du cap Bojador ; monopole encore renforcé par la bulle papale Dum Diversas (1452), dont certains historiens jugent qu’elle a été à « l’origine du commerce des esclaves d’Afrique occidentale ».
- En 1445, découverte des Açores : leur reconnaissance complète s’effectua sur plusieurs années à partir de 1432 par Gonçalo Velho Cabral pour se terminer en 1452 par Corvo et Flores, reconnues par le navigateur Diogo de Teive. Un Padrão est élevé dans la ville de Vila do Porto en 1932, en commémoration de cette découverte.

En 1455, la bulle papale Romanus pontifex concéda au roi du Portugal la faculté pleine et entière d’attaquer, conquérir et de réduire tous les Sarrasins, païens et autres ennemis du Christ en servitude perpétuelle, comptant sur les progrès des conquêtes pour obtenir des conversions.
- En 1456, Lançarote de Lagos, Gonçalo de Sintra et Dinis Dias atteignent les îles Cap-Vert ; João Gonçalves Zarco découvre le cap des Mats (aujourd'hui cap de Naze au Sénégal) et João Fernandes ouvre le premier comptoir sur l’île d'Arguin, au sud du cap Blanc.
- En 1460, les navires de Pedro de Sintra atteignent Sierra Leone.

## L'ordre du Christ après la maîtrise d'Henri le Navigateur
En 1460, à la mort d'Henri le Navigateur, les chevaliers du Christ ont atteint le golfe de Guinée.

### Une pause sous la maîtrise de Ferdinand de Portugal
À Henri succède Ferdinand, fils d'Édouard Ier, qui dirige l'ordre de 1460 à 1470.
Sous la maîtrise de Ferdinand, et sous le règne du roi Alphonse V, neveu d'Henri le Navigateur, les explorations font une pause. Les Portugais s'installent alors dans des archipels atlantiques vierges (Açores, Madère, Cap-Vert, les îles Sao Tomé et Principe). En exploitant ces territoires, ils développent un système économique colonial moderne, avec des cultures exotiques (canne à sucre), le début de la traite négrière européenne et des investissements capitalistes élevés pour l'époque. Des contacts commerciaux sont établis avec les populations côtières africaines, et quelques comptoirs sont alors établis.

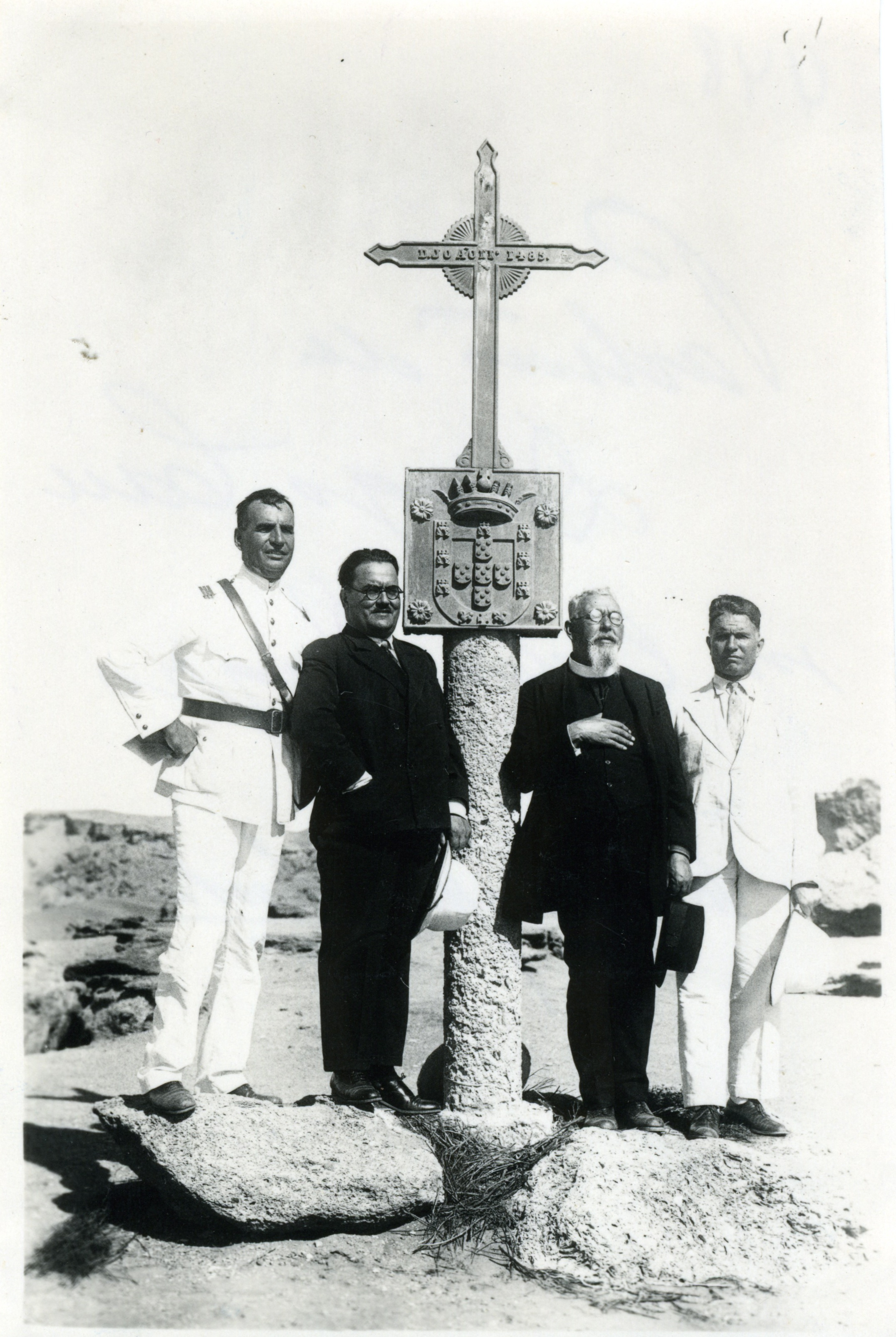
Padrão de Diogo Cão au Cabo Negro (Tomboa) en Angola.

### La reprise des explorations à partir de 1470
- En 1471, près de 500 vaisseaux et 30 000 soldats portugais prennent Assilah au Maroc, et la rebaptisent Arzila. Ils y construisent une place forte, avec un donjon et une vaste enceinte et en quelques années ils la transformèrent en un comptoir commercial et stratégique important ;
- en 1472, le Lagos (dans l'actuel Nigeria) est découvert par Rui de Sequeira ;
- en 1479, le traité d’Alcáçovas réserve les îles Canaries à la Castille et les archipels de Madère, des Açores et du Cap-Vert, au Portugal. Ce royaume reçoit également le droit de conquérir Fez et le commerce exclusif avec la Guinée ;

- vers 1482, l'explorateur portugais Diogo Cão atteint le cap du Loup à l'embouchure du fleuve Congo. Il débarque et grave le blason du Portugal sur le rocher de Matai (en République démocratique du Congo) et érige une croix « padrão » sur les côtes angolaises.

C'est un « pilier de pierre surmonté d'une croix ou du blason portugais et comportant une inscription » utilisé par les navigateurs portugais pour marquer les emplacements qu'ils découvraient. C'est le premier à l'utiliser, sur les ordres de Jean II.

### Enrichissement et déclin moral de l'ordre sous ManuelIer

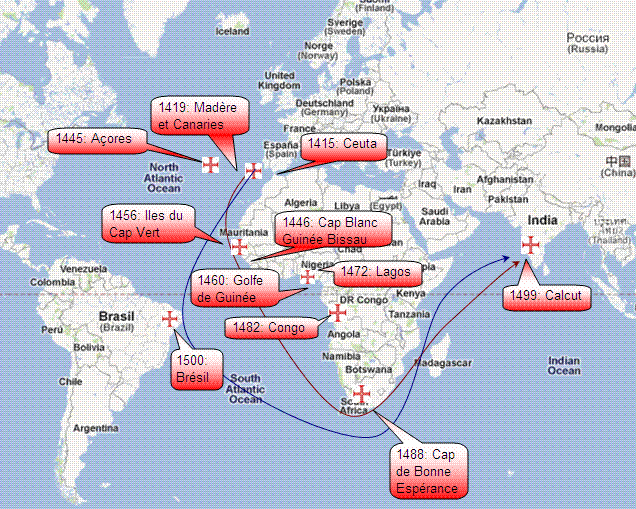
Les découvertes et conquêtes territoriales de l'ordre du Christ.

C'est à partir de 1484, sous la maîtrise de Manuel Ier, alors duc de Beja et onzième dirigeant de l'ordre, que le déclin moral de l'ordre commence en même temps que son enrichissement. La chasuble et la capuche sont abandonnées au profit d'habits de cour et le relâchement est tel que le pape Alexandre VI commue le vœu de célibat en vœu de chasteté conjugale en 1492. En 1496, il faut autoriser les chevaliers à se marier pour éviter le scandale des concubinages. En 1505, le vœu de pauvreté doit aussi être abandonné au profit d'une taxe, la meia-anata, mais ils doivent continuer de verser un tiers de leurs revenus à l'ordre (donation initialement prévue pour la construction et la maintenance du couvent de Tomar) ce qui représente alors pour l'ordre un versement des trois quarts de ses revenus annuels. C'est durant sa maîtrise que l'ordre entame également son évolution d'un ordre régulier vers un ordre séculier.
Manuel Ier, devient roi du Portugal en 1495. Dans la continuité de Henri le Navigateur, il relance les explorations :
- en 1488, la flotte commandée par Bartolomeu Dias passe pour la première fois le cap de Bonne-Espérance, sans s'en rendre compte. Au niveau de l'actuel False Island, Bartolomeu Dias érige un padrão dont les restes ont été retrouvés lors de fouilles en 1938 ;
- en 1497, Vasco de Gama, membre de l'ordre, dépasse cette fois-ci le cap de Bonne-Espérance en direction des Indes. Il atteint Calicut en 1499 ;
- en 1500, Pedro Álvares Cabral est nommé par Manuel Ier, commandant en chef de la Seconde flotte, succédant à celle commandée par Vasco de Gama. Aidé des capitaines Bartolomeu Dias, Diogo Dias et Nicolau Coelho, ils accostent sur les côtes du Brésil en avril 1500. Les Portugais de l'ordre du Christ ayant l’habitude de planter des croix « padrão » sur toutes les terres qu’ils découvrent, le premier nom de la colonie fut « terre de la Véritable Croix » (terra de Vera Cruz).

À la fin du règne de Manuel Ier, l'ordre compte 454 commanderies au Portugal, en Afrique et dans les Indes, et une centaine de forteresses et châteaux fortifiés dans la péninsule Ibérique.
Manuel Ier procède également à des travaux à Tomar, agrandissant l'église vers l'ouest, au-delà des limites du château. Le siège conventuel, transféré à Tomar dès 1366, n'est que magnificence et veut exprimer la richesse de l'ordre, les chevaliers du Christ sont alors la corporation la plus riche d'Europe.

### La réforme de Jean III et de Frère Antoine de Lisbonne
Son fils, Jean III, devient en 1521 roi et grand maître à son tour. Il est confirmé par la bulle Eximiæ Devotionis du pape Adrien VI le 14 avril 1523[réf. nécessaire]. En 1523, il devient évident pour Jean III de réformer l'ordre du Christ. Il réunit l'ordre pour en donner mission au frère Antoine da Silva de Lisbonne, avec l'ambition de revenir aux principes des origines. Les nouveaux statuts furent approuvés en 1529 et tous les prêtres et religieux de l'ordre devaient reprendre une vie monastique à Tomar, en embrassant la règle cistercienne. Devant l'impossibilité d'appliquer la réforme aux chevaliers, il ne trouve finalement que 12 thomaristas pour reprendre la vie conventuelle avec lui en 1530.
La situation étant très similaire dans tous les ordres portugais, la royauté profite du contexte pour s'approprier les ordres et les séculariser. Ainsi le 4 janvier 1551, le pape Jules III par la bulle Præclara Cahrissimi donne à perpétuité les ordres religieux militaires dont l'ordre du Christ à la couronne,. Jean III crée un conseil spécial, la « Mesa das Ordens », pour l'administration de tous ces ordres. Le frère Antoine obtint la position de prieur et persuade le pape Pie V de lui donner le contrôle sur tous les couvents en 1567.

### La contre-réforme de SébastienIerde Portugal
Sébastien Ier, successeur de Jean comme roi et responsable des ordres, essaye de revenir sur les réformes d'Antoine en 1574. Depuis 1567, il proteste et demande à se faire remettre le titre de grand maître. Devant cette opposition roi/pape, il résulte une division de l'ordre en deux branches, militaire et religieuse. Certains historiens pensent, que déjà en 1522, l'ordre était divisé en deux branches : un religieux sous les ordres du pape et un temporel répondant au roi[réf. nécessaire] — on manque cependant de preuves à ce sujet.

### Autres mouvements de réforme
Entre 1580 et 1640, sous les rois Philippe, aussi roi d'Espagne, il y eut d'autres tentatives de réforme de l'ordre. Les nouveaux statuts prennent effet en 1619 avec Philippe III d'Espagne et sont officiellement promulgués par Philippe IV d'Espagne en 1627. Pour entrer dans l'ordre, il faut désormais posséder des quartiers de noblesse et avoir soit trois ans de service en Afrique soit trois ans dans la flotte.

## La sécularisation de l'ordre
C'est Marie la Pieuse, profondément croyante, qui, avec l'aide du pape Pie VI, tente de rendre à l'ordre son lustre d'ordre religieux militaire d'antan. Cette dernière ré-établissait le couvent de Tomar comme commanderie de l'ordre. Le souverain demeure le grand maître de l'ordre, mais un prieur de l'ordre remplace le supérieur du couvent. Mais la démence de la reine et la régence du futur Jean VI anéanti tous ces efforts.
En 1834, quand le gouvernement devient anti-catholique après la défaite de Michel Ier lors de la guerre civile, avec la suppression des ordres religieux, et la confiscation de leurs biens, l'ordre du Christ disparaît définitivement en tant qu'ordre religieux militaire pour n'être plus au Portugal qu'un ordre honorifique permettant à la royauté constitutionnelle de distinguer les membres de sa noblesse. La loi de 1901 sur l'autorisation des congrégations religieuses ayant un but éducatif, permet le retour des ordres religieux mais aucunement des ordres militaires.
Avec la révolution du 5 octobre 1910 et l'instauration de la Première République, l'ordre est supprimé comme tous les ordres honorifiques excepté l'ordre de la Tour et des Épées. Cependant, en 1917, pour décorer les combattants de la Première Guerre mondiale, Sidónio Pais rétablit les anciens ordres militaires comme ordres honorifiques. Depuis ce moment l'ordre du Christ, ayant pour grand maître le président de la République portugaise, est un ordre honorifique officiel de la République portugaise distinguant les services éminents rendus au pays dans l'exercice de fonctions dans les organes de l’État ou dans l'administration publique en général et dans la magistrature et la diplomatie en particulier. L'ordre du Christ, ainsi que les autres ordres du Mérite portugais, ont vu leurs statuts révisés en de multiples occasions, pendant la Première République (1910-1926), puis en 1962 et encore en 1986. L'ordre du Christ a également survécu au Brésil jusqu'en 1889.
L'ordre du Christ, ainsi que l'ordre d'Aviz et l'ordre de Santiago — tous des ordres militaires — forment le groupe des « anciens ordres militaires », dirigés par un chancelier et un conseil de huit membres, désignés par le Président de la République, afin de l'assister dans sa fonction de grand maître dans tout ce qui concerne l'administration de l'ordre.

## Personnes associées à l'ordre du Christ
- Henri le Navigateur ;
- Bartolomeu Dias ;
- João Gonçalves Zarco ;
- Gonçalo Velho Cabral ;
- Vasco de Gama ;
- Fernand de Magellan ;
- Tomé de Sousa ;
- Fernando de Mascarenhas (pt) ;
- Jácome Ratton (pt) ;
- Pedro Álvares Cabral ;
- Duarte Pacheco Pereira.

### Grands maîtres de l'ordre
| Grand maître | Dates               | Rang |
| --- | ------------------- | ---- |
| Gil Martins, Maître de l'ordre d'Aviz (1316-1319)                                                                | 1319-               | 1er  |
| |                     | 2e   |
| |                     | 3e   |
| |                     | 4e   |
| |                     | 5e   |
| Dom Nuno Rodrigues (pt)[réf. nécessaire]                                                                         | vers 1366           | 6e   |
| |                     | 7e   |
| Henri le Navigateur, duc de Viseu                                                                                | 1417 ou 1420 ?-1460 | 8e   |
| Ferdinand du Portugal, neveu de Henri le Navigateur, duc de Viseu et duc de Beja                                 | 1460-1470           | 9e   |
| |                     | 10e  |
| Manuel Ier de Portugal, fils de Ferdinand de Portugal, puis roi du Portugal en 1495, duc de Viseu et duc de Beja | 1484-1521           | 11e  |
| à partir de Manuel Ier, le roi du Portugal est aussi Maître de l'ordre du Christ                                 | 1522…1910           | 12e… |
| à partir de 1917, le président de la République du Portugal est aussi Maître de l'ordre du Christ                | 1917…               |      |

### Quelques membres

#### Grand-croix
- Napoléon Ier, empereur des Français[25] ;
- Jean-Baptiste Bessières, duc d'Istrie[25], maréchal d'Empire ;
- Louis Nicolas Davout, prince d'Eckmühl[25], duc d'Auerstaedt, maréchal d'Empire ;
- Édouard Mortier, duc de Trévise, maréchal d'Empire ;
- Michel Ney duc d'Elchingen[25], maréchal d'Empire ;
- Martin Michel Charles Gaudin, duc de Gaëte, ministre français des Finances ;
- Louis-Philippe, comte de Ségur, grand maître des cérémonies ;
- Jean-Andoche Junot, duc d'Abrantès[25], colonel général des hussards ;
- Louis-Émile Bertin, ingénieur général de 1re classe du génie maritime ;
- Jean-Baptiste, baron Laborde, colonel du 8e régiment de hussards ;
- Manuel do Nascimento Clemente, patriarche de Lisbonne depuis 28 mai 2013 ;
- Jean Lannes, duc de Montebello et maréchal de France[26] ;
- Mathieu Brialmont ;
- Vasco Joaquim Rocha Vieira ;
- Diogo Freitas do Amaral ;
- Fra' Angelo de Mojana di Cologna, grand maître de l'ordre souverain de Malte ;
- Leonor de Borbón y Ortiz.

#### Commandeurs
- Alfred Xuereb ;
- Gomes Eanes de Zurara ;
- Théophile-Jules Pelouze ;
- Henri Marie Auguste Ferron de la Ferronnays ;
- João Lourenço Rebelo ;
- Louis de Wecker ;
- Anatole Marquet de Vasselot ;
- Achille Broutin ;
- Jules de Trooz ;
- Alfred Charles Ernest Franquet de Franqueville ;
- Bernard Pierre Magnan, maréchal de France ;
- Johannes Nolet de Brauwere van Steeland ;
- Alfred Chapon ;
- Jean-Népomucène de Vial ;
- Guillaume Delcourt ;
- Cardinal Mercier

#### Chevaliers
- Victor Hugo de Azevedo Coutinho (1871-1955), homme politique portugais ;
- Duarte Leite ;
- Matias Aires (1705-1763), philosophe portugais ;
- António José de Almeida ;
- Pierre Ernou ;
- Gilles de La Roche-Saint-André ;
- Étienne Schlumberger ;
- Alexandre Rodrigues Ferreira ;
- François Victor Mérat de Vaumartoise ;
- José Maurício Nunes Garcia ;
- Alfred Fronval ;
- Alfred de Vergnette de Lamotte ;
- Édouard Colonne ;
- Gabriel Bouffet ;
- Charles Joseph Procope de Ligne (pt) ;
- Charles Rouen ;
- Louis Hippolyte Gustave Koch[27] ;
- Fortuné Layraud, peintre français, prix de Rome en 1863[28],[29] ;
- Henry Vignaud (1830-1922), journaliste, historien, diplomate américain vivant en France
- Albert Guille (1854-1914), ténor d'opéra français
- João Taveira de Lima, militaire portugais.
- Henry Dunant, fondateur de la Croix Rouge

## Légendes

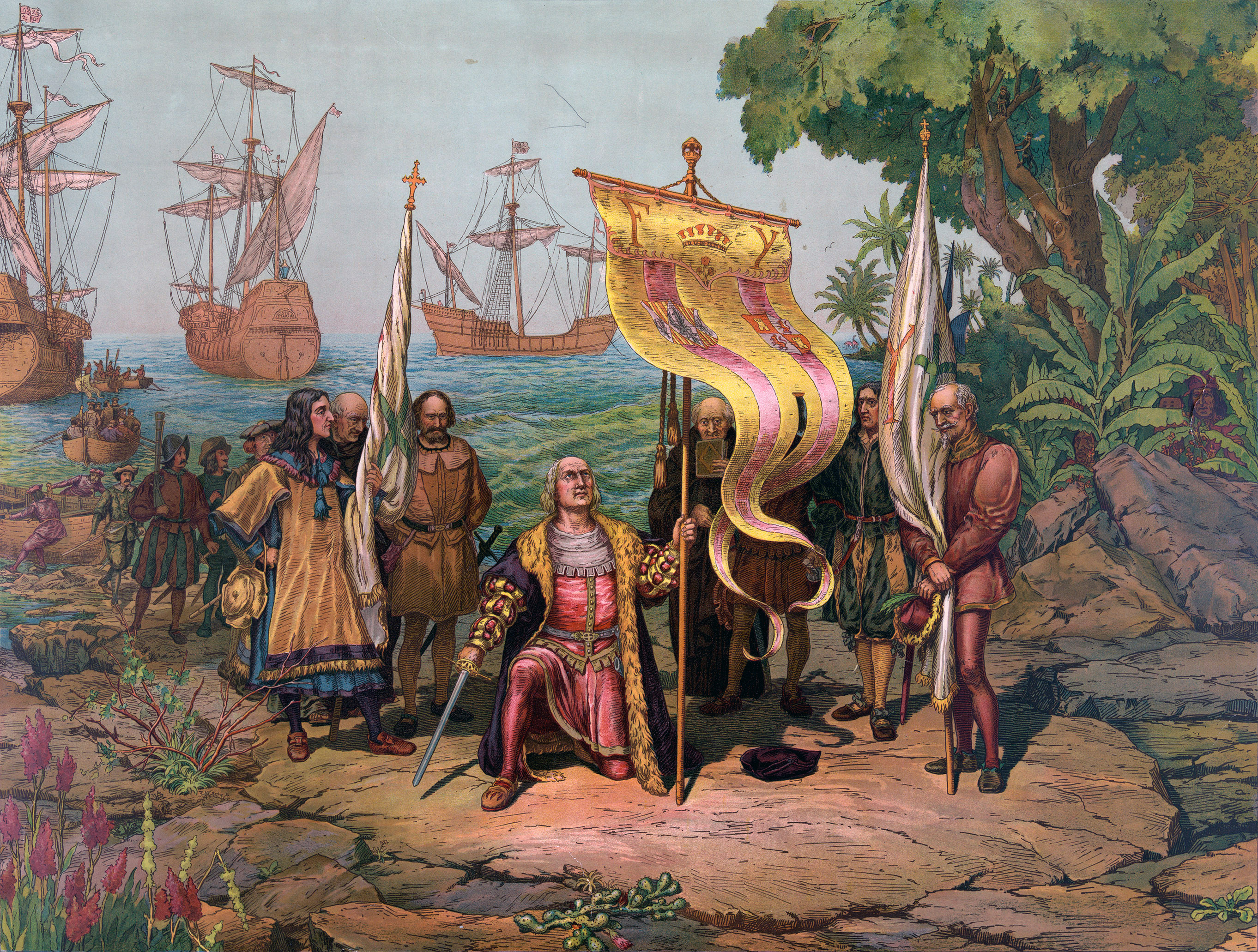
L'arrivée de Christophe Colomb en Amérique avec deux bannières blanches blasonnées d'une croix verte et une bannière jaune frappée des initiales F et Y des souverains Ferdinand d'Aragon et Ysabelle de Castille.

La croix sur les voiles des navires de Christophe Colomb lors de sa traversée de l'océan Atlantique en 1492 serait celle de l'ordre du Christ[réf. nécessaire]. Lors de son débarquement, Christophe Colomb semble faire porter une bannière blanche blasonnée d'une croix verte, ce qui pourrait plus logiquement être la croix de l'ordre d'Aviz.

## Barrettes
| Ordre du Christ | Ordre du Christ | Ordre du Christ | Ordre du Christ | Ordre du Christ | Ordre du Christ |
| --------------- | --------------- | --------------- | --------------- | --------------- | --------------- |
| Collier         | Grand-croix     | Grand officier  | Commandeur      | Officier        | Chevalier       |

## Sources et bibliographie
- Patrick Huchet, Les Templiers, de la gloire à la tragédie, Éditions Ouest-France, 2010, 2e éd. (1re éd. 2002), 126 p. (ISBN 978-2-7373-5033-7 et 978-2-7373-2883-1).
- Nicole Bériou (dir. et rédacteur), Philippe Josserand (dir.) et al. (préf. Anthony Luttrel & Alain Demurger), Prier et combattre : Dictionnaire européen des ordres militaires au Moyen Âge, Fayard, 2009, 1029 p. (ISBN 978-2-2136-2720-5, présentation en ligne).
- Desmond Seward (trad. de l'anglais), Les Chevaliers de Dieu : Les ordres religieux militaires du Moyen Âge à nos jours, Paris, Librairie Académique Perrin, 2008, 384 p. (ISBN 978-2-262-02725-4).
- Alain Demurger, Les Templiers, une chevalerie chrétienne au Moyen Âge, Paris, Seuil, coll. « Points Histoire », 2008 (1re éd. 2005), 664 p., poche (ISBN 978-2-7578-1122-1).
- Barbara Frale, « Le Parchemin de Chinon : absolution papale du dernier Templier : Maître Jacques de Molay », Journal of Medieval History, no 30,‎ 2004.